# Delosperma karroicum
Delosperma karroicum är en isörtsväxtart som beskrevs av L. Bol.. Delosperma karroicum ingår i släktet Delosperma, och familjen isörtsväxter. Inga underarter finns listade i Catalogue of Life.